# タパナ・ブンラー
タパナ・ブンラー(タイ・チワン諸語: ศาตราจารย์ ดร. ฐาปนา บุญหล้า、Thapana Boonnlar、1954年1月5日 - ）はタイ王国ノーンカーイ県出身の実業家、経済学者、大学教授、政治関係者。

## 略歴
経済学者として様々な企業や事業を主動。その手腕は国内でも高い評価を得ている。教育委員会、金融・大蔵委員会、理科テクノロジー委員会、宗教・芸術と文化・観光委員会、農業・エネルギー・環境、交通委員会、運輸教育委員会など、さまざまな政府委員会の顧問を務めながら、王族が主導するロイヤルプロジェクト、サーイジャイタイ財団に10年以上貢献。2017年、東南アジアのフィンテック化を推進する企業ASEC FRONTIERのCEO（最高経営責任者）に就任。

## 経歴

### 実業家
タイ国の石油貿易・運輸を中心にあらゆる事業を展開している「THE BQ GROUP」の名誉アドバイザーに就任。過去には、優れた経営者を讃えるWHO’S WHO IN THAILANDにも選出。2017年、ロジスティック部門で「ベストプラクティス賞」を受賞。現在、ASEC FRONTIER Co.,LtdのCEOとして東南アジア全域、ASEAN企業へのフィンテック推進事業に邁進。

### 経済学者
さまざまな大学理事、教授を兼任。大学で使用する教科書を20冊以上作成。教育委員会の外務員を務め、博士として特別教授を行い、企業のコンサルティングなどにも尽力。タイ国内のTV番組にも多数出演。

### 政府委員会
これまでに教育委員会、金融・大蔵委員会、理科テクノロジー委員会、宗教・芸術と文化・観光委員会、農業・エネルギー・環境、交通委員会、運輸教育委員会など、さまざまな政府委員会の顧問を歴任。

### 投資組織
実業家、投資家、企業など500社以上のメンバーで構成される投資組織「WTA（ワールド・トレーダー・アソシエーション）」の統率者

## キャリア
- BBRC Group Co., Ltd.会長
- GG Group Co., Ltd.会長
- Ozone Smart Co., Ltd.会長
- ASIAN INSTITUTE OF LOGISTICS会長
- Advisor Sub-Committee on regions, art and culture, and tourism group. National Legislative Assembly. 宗教と芸術文化と観光副閣僚理事会のアドバイサー 国立立法議会
- ナコーンシータマラート・ラジャーパット大学理事会の有資格委員（Nakhon Si Thammarat Rajabhat University）
- チャンガセーム大学事業推進委員会の有資格委員（Chandrakasem Rajabhat University）
- チャンガセーム大学研究推進室の有資格委員（Chandrakasem Rajabhat University）
- The Interdisciplinary Network of the Royal Institute of Thailandの有資格委員
- プラナコーンラジャ大学理事会の有資格者（Phranakhon Rajabhat University）
- 教育閣僚理事会の会長アドバイサー
- 財政金融機関閣僚理事会の会長アドバイサー
- 理工とエネルギー閣僚理事会の会長アドバイサー下院議員
- 宗教と芸術文化閣僚理事会の会長アドバイサー下院議員
- 農業、エネルギー、天然資源、自然環境、運輸ロジスティックス副閣僚理事会の副会長。国会議長
- 理工、通信技術と遠距離通信閣僚理事会の名誉アドバイサー上院議会
- 情報科学技術副閣僚理事会アドバイサー上院議会
- ロジスティックス副閣僚理事会アドバイサー上院議会
- クリスティーン大学経営学修士議長（Christian University of Thailand）
- Rajamangala University of Technology Tawan-okの学長当選
- Siam College of Technology特殊事業部の副学長
- CEO of Thai Diamond Land Co., Ltd.
- Logistics Consultant Co., Ltd.会長
- The Chartered Institute of Logistics & Transport, Thailand取締役
- ノンタブリー県裁判所の斡旋者
- The Association of Thai Software Industryアドバイサー
- IN SQUARE shopping mallアドバイサー （チャトチャック）
- 泰日工業大学共同創設者
- グレーグ大学ロジスティックス供給連鎖管理科経営学修士事務長（Krirk University）
- Thai Summit Autoparts Industry Co.,LTD副会長アシスタント
- Mahajak Autoparts Co.,LTDの管理課長、市場開発課長、営業課長、倉庫運輸課長
- スリン県、ブリーラム県のSaijaithai Foundation under the Royal Patronageの委員アドバイサー
- ロータリークラブ（シーナカリン－バンコク）の共同創設者と委員
- Thai Logistics and Production Society元取締役
- Purchasing and Supply Chain Management Association of Thailand元名誉アドバイサー
- The stability of Buddhism in Thailand Association元書記
- タイ仏教推進センター（Center for Promotion of Buddhism Thailand）の委員
- Professor Intercultural Open University, Netherlands. （ロジスティックスマネジメント学部）
- Doctor Pacific Western University, U.S.A.（リーダーシップマネジメント学部）
- Doctor Magadh University, India. （社会科学部）
- Master National Institute of Development Administration (NIDA), Thailand. （行政学部）
- Bachelor Krirk University, Thailand. （経営経理学部）
- The CILT Certificate in Logistics and transport, The Chartered Institute of Logistics & Transport, U.K.
- Asean Productivity Organization (APO)の農業のサプライ・チェーン・マネジメント
- Thailand Productivity Instituteの品質賞監査役
- APEC-IBIZ, Thailand Productivity Instituteのビジネスアドバイサー
- ISO 9000, IRCA, U.S.A. の監査役
- Professor (Logistics Management), Intercultural Open University, Netherlands
- Ph.D., (Leadership Management), Pacific Western University(パシフィック・ウエスタン大学), U.S.A.※ディプロマミル
- Ph.D., (Social Science), Magadh University, India
- M.P.A., (Public Administration), National Institute of Development Administration, Thailand
- B.B.A., (Accounting), Krirk University, Thailand
- ASEC FRONTIER のCEO

## 勲章・受賞
- WHO’S WHO IN THAILANDに選出
- 2017年、ロジスティック部門「ベストプラクティス賞」受賞